# Pseudochirella pacifica
Pseudochirella pacifica är en kräftdjursart som beskrevs av Brodsky 1950. Pseudochirella pacifica ingår i släktet Pseudochirella och familjen Aetideidae. Inga underarter finns listade i Catalogue of Life.